# 犬山橋
犬山橋（いぬやまばし）は、愛知県犬山市と岐阜県各務原市との間の木曽川にかかる橋。鉄道橋と道路橋が並行して架けられている。以前は鉄道道路併用橋であった。

## 概要
以前から存在していた現在の鉄道用の橋の呼び名であるが、その下流側に隣接する形で2000年（平成12年）3月28日に開通した道路橋も管理上、犬山橋と呼ばれる。鉄道橋としては名鉄犬山線の犬山遊園駅 - 新鵜沼駅の間に位置し、橋の北端が新鵜沼駅に、南端が犬山遊園駅にそれぞれ通じている。道路橋開通までは現在の鉄道橋内に道路（県道27号春日井各務原線、旧・国道41号）が敷かれ、その中央に複線の鉄道線路があったため、路面電車と同様に道路上を鉄道が通行する鉄道道路併用橋となっていた。
鉄道用の橋の橋長は223.15 m、支間長73.15 m、幅員は16 m、3径間鋼下路曲弦ワーレントラス橋である。道路橋は「ツインブリッジ」という愛称があり、愛知県の一宮建設事務所によると、橋長が253.5 m、幅員は25 mだが、下流側の歩道の一部が「バルコニー」として張り出た箇所は31mとなっている。構造は「3径間連続鋼床版箱桁」となっている。

## 現在
鉄道橋は複線で最高速度は60 km/hだが、駅間距離が短い上に両岸に速度制限箇所があるため、実質は55 km/h程度である。鉄道道路併用橋時代は最高速度は25 km/hであり、「名鉄特急が路面電車みたいに走る」と話題になっていた。トラス構造の関係で架線の高さが低い。道路橋は制限速度50 km/hの4車線道路の両脇に歩道が設置されている。車道は4車線あるが、外側2車線は次の交差点での左折車専用レーンとなっている。
下流側歩道の一部に「バルコニー」が設けられている。
犬山橋の下の左岸には日本ライン下りの犬山橋下船場がある。

## 歴史
| 併用橋時代の犬山橋を走るパノラマスーパー（1996年11月） |  | 鉄道専用橋となった犬山橋（2008年12月） |
| 併用橋時代の犬山橋を走るパノラマスーパー（1996年11月） |  | 鉄道専用橋となった犬山橋（2008年12月） |

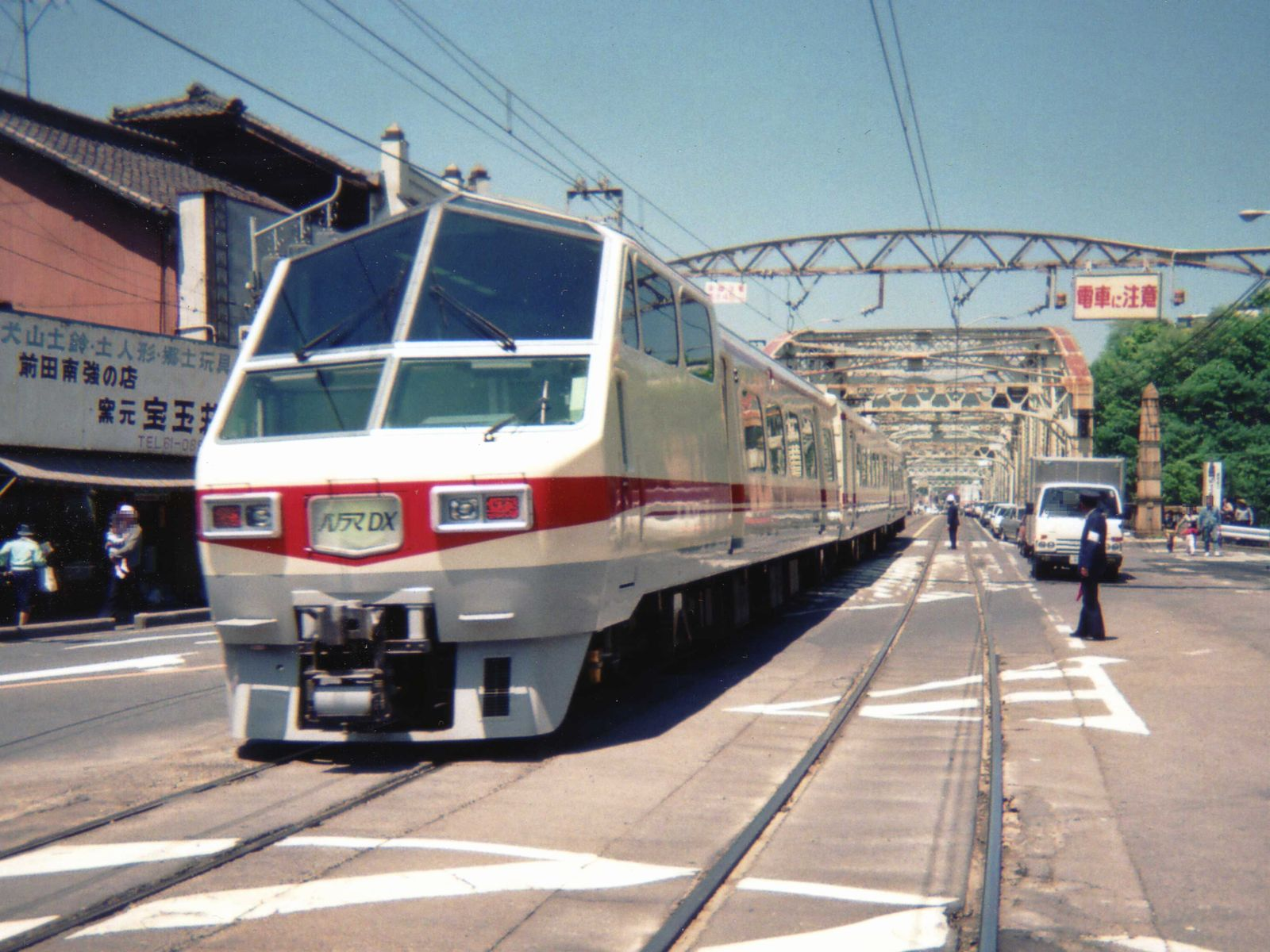
交通量の多い時期は交通整理の要員も配置されていた（1990年5月）

1925年（大正14年）11月に建設され、1926年（大正15年）10月1日から鉄道の運行が開始された。当時の愛知県丹羽郡犬山町と対岸の岐阜県稲葉郡鵜沼村との間には内田渡船（内田の渡し）が運航されていたが利用者が多く、1894年（明治27年）に「私費架橋および橋賃徴収御認許願」が愛知・岐阜県両知事に提出されるなど、両岸の町村で明治から架橋のための努力がなされた。
1922年（大正11年）の飛騨鉄道（現在のJR高山本線）岐阜 - 美濃太田間の開通後、名古屋電気鉄道（後の名古屋鉄道）が犬山 - 鵜沼間の犬山線の施工認可を申請した。その際「道路と鉄道との共用」「愛知県・岐阜県・名古屋鉄道の三者により架設」「この三者が費用を分担すること」が合意され、建設された。
橋は名鉄の所有物扱いとなっており、橋における交通整理も名鉄の係員が行っていた。
1976年（昭和51年）3月31日までは国道41号の一部に指定されていた。
しかし、道路の交通量が増加し、渋滞や車と電車との接触事故が頻発するようになり、電車は道路状況に合わせざるを得ない通行を強いられた。これらの問題を解決するため、道路と歩道については西隣（下流側）に並行して架設された「ツインブリッジ」へ2000年（平成12年）3月28日に移設され、旧橋は同日より電車専用となった。
車と電車との併用解消後、名鉄は一時線路を単線使用するなどして上下線の間隔の拡幅や歩道や舗装などの道路施設の撤去、その他橋梁上での運行速度を引き上げるための工事などを2001年（平成13年）10月1日まで行い、橋の電車通行可能本数を増大させ、橋北側に隣接する新鵜沼駅に橋南側の犬山遊園駅方向への折返し用のホームを増設して、犬山線の電車の運用の効率化に寄与することとなった。
鉄道橋は2024年（令和6年）9月に土木学会選奨土木遺産に認定された。